# Epålettsvamp
Epålettsvamp (Panellus stipticus) är en svampart som först beskrevs av Pierre Bulliard (v. 1742–1793), och fick sitt nu gällande namn av Petter Adolf Karsten 1879. Enligt Catalogue of Life ingår Epålettsvamp i släktet Panellus,  och familjen Mycenaceae, men enligt Dyntaxa är tillhörigheten istället släktet Panellus,  och familjen Favolaschiaceae. Arten är reproducerande i Sverige. Inga underarter finns listade i Catalogue of Life.

## Källor

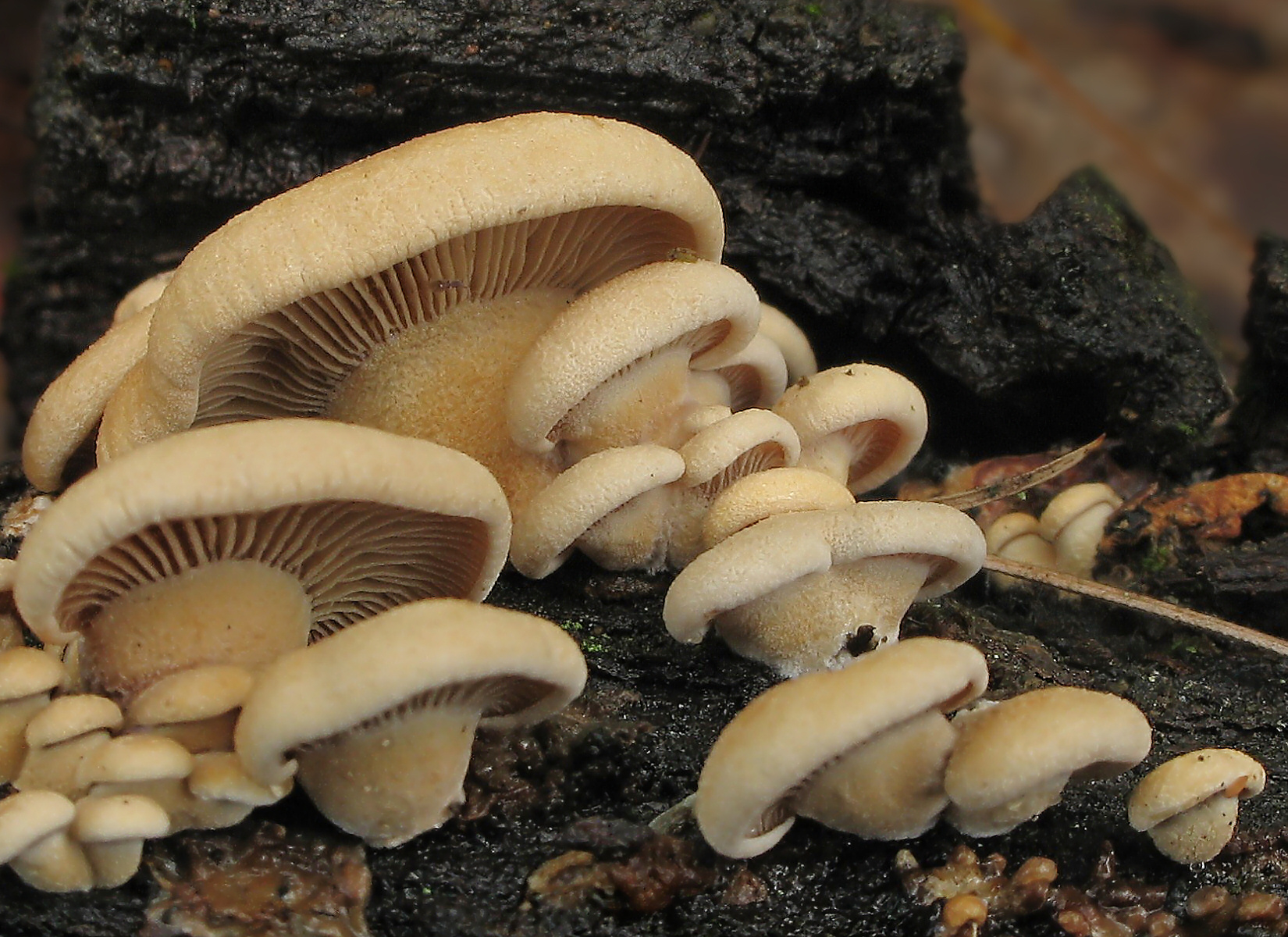
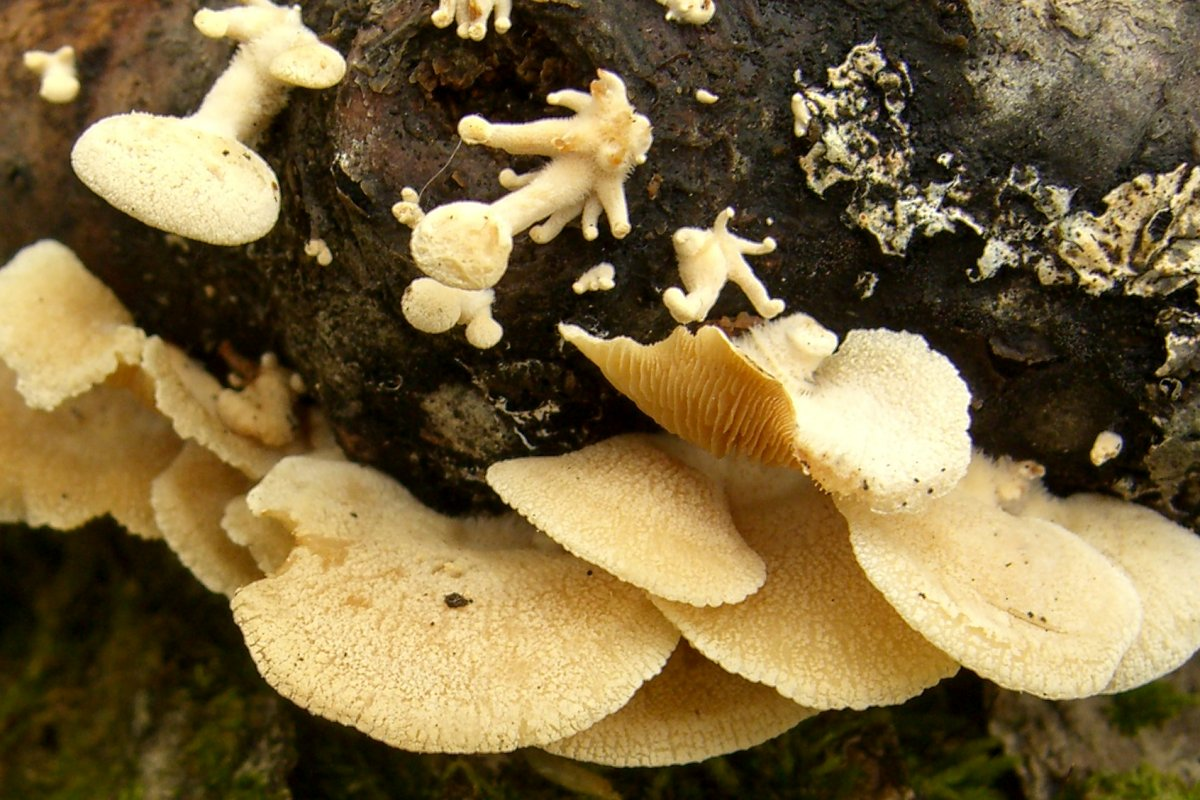
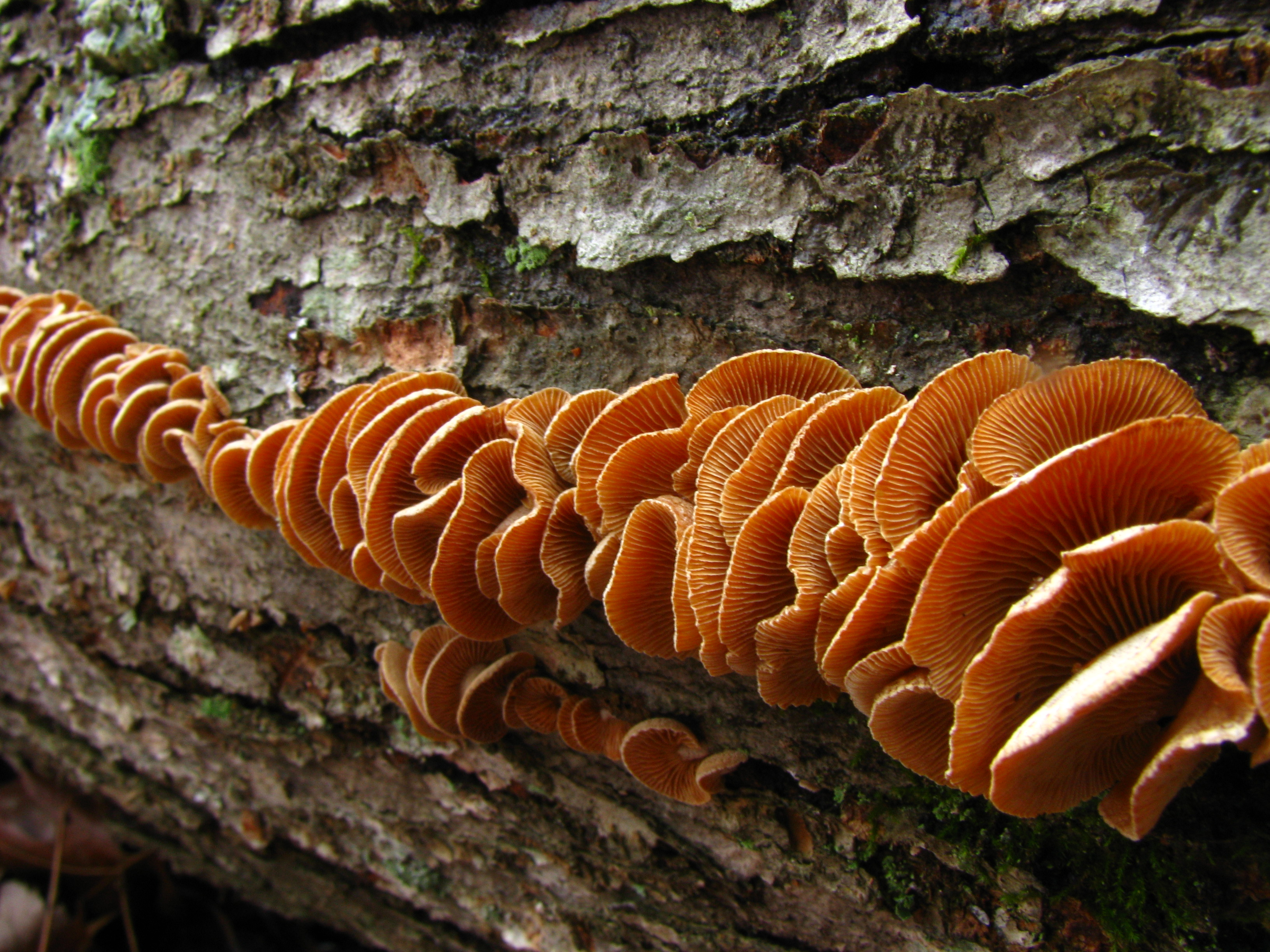
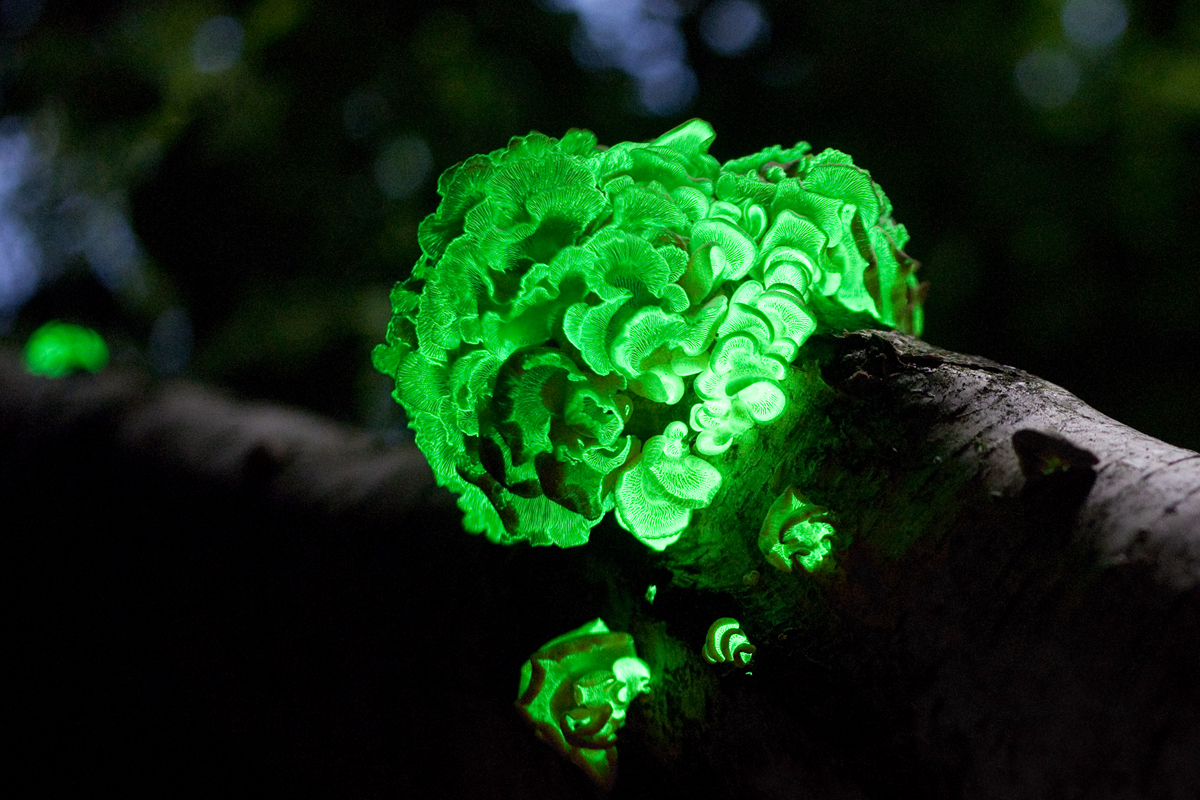